# Lista siturilor arheologice din județul Mureș - C
Lista siturilor arheologice din județul Mureș - C conține toate siturile arheologice din județul Mureș înscrise în Repertoriul Arheologic Național (RAN) și aflate în localități al căror nume începe cu litera C. RAN este administrat de Ministerul Culturii și Patrimoniului Național și cuprinde date științifice, cartografice, topografice, imagini și planuri, precum și orice alte informații privitoare la zonele cu potențial arheologic, studiate sau nu, încă existente sau dispărute.
Puteți căuta un sit din localitățile care încep cu litera C folosind formularul de mai jos sau puteți naviga prin toate siturile din județ la Lista siturilor arheologice din județul Mureș.
| Cod RAN                                    | Denumire | Localitate                                    | Adresă                | Datare                                             | Descoperit                    | Coordonate                                      | Imagine           | Erori            |
| ------------------------------------------ | --- | --------------------------------------------- | --------------------- | -------------------------------------------------- | ----------------------------- | ----------------------------------------------- | ----------------- | ---------------- |
| 114364.02.02 (Cod LMI: MS-I-s-B-15368)     | Situl arheologic de la Cristești - "Hosuba" / ansamblu anonim(Combinat) (Categorie: locuire civilă) (Tip: Așezare)                                  | sat Cristești, comuna Cristești               | Hosuba                | sec. II - III d.Hr.                                |                               |                                                 | Încărcați imagine | Raportați eroare |
| 114364.02.04 (Cod LMI: MS-I-s-B-15368)     | Situl arheologic de la Cristești - "Hosuba" / ansamblu anonim(Combinat) (Categorie: locuire civilă) (Tip: Locuire)                                  | sat Cristești, comuna Cristești               | Hosuba                | sec. IV d.Hr.                                      |                               |                                                 | Încărcați imagine | Raportați eroare |
| 114364.02.01 (Cod LMI: MS-I-s-B-15368)     | Situl arheologic de la Cristești - "Hosuba" / ansamblu anonim(Combinat) (Categorie: locuire civilă) (Tip: Așezare)                                  | sat Cristești, comuna Cristești               | Hosuba                | dacică sec. I a.Chr - I p.Chr                      |                               |                                                 | Încărcați imagine | Raportați eroare |
| 114364.02.03 (Cod LMI: MS-I-s-B-15368)     | Situl arheologic de la Cristești - "Hosuba" / ansamblu anonim(Combinat) (Categorie: locuire civilă) (Tip: Castru)                                   | sat Cristești, comuna Cristești               | Hosuba                | sec. II - III d.Hr.                                |                               |                                                 | Încărcați imagine | Raportați eroare |
| 116616.01.01 (Cod LMI: MS-I-s-A-15354)     | Așezarea și castrul de la Călugăreni - "Ținutul Cetății" / ansamblu anonim (Categorie: locuire civilă) (Tip: Castru)                                | sat Călugăreni, comuna Eremitu                | Ținutul Cetății       | sec. II - III d.Hr.                                | 1961                          | 46°39′N 24°51′E / 46.65°N 24.85°E               | Încărcați imagine | Raportați eroare |
| 116616.01.02 (Cod LMI: MS-I-m-B-15354.03)  | Așezarea și castrul de la Călugăreni - "Ținutul Cetății" / ansamblu anonim (Categorie: locuire civilă) (Tip: Terme)                                 | sat Călugăreni, comuna Eremitu                | Ținutul Cetății       |                                                    | 1961                          | 46°39′N 24°51′E / 46.65°N 24.85°E               | Încărcați imagine | Raportați eroare |
| 116616.01.03 (Cod LMI: MS-I-s-A-15354)     | Așezarea și castrul de la Călugăreni - "Ținutul Cetății" / ansamblu anonim (Categorie: locuire civilă) (Tip: Canabae)                               | sat Călugăreni, comuna Eremitu                | Ținutul Cetății       |                                                    | 1961                          | 46°39′N 24°51′E / 46.65°N 24.85°E               | Încărcați imagine | Raportați eroare |
| 116670.01.01 (Cod LMI: MS-I-s-B-15355)     | Așezarea din epoca romană de la Călușeri - "Fântâna Sf. Petru" / ansamblu anonim (Categorie: locuire civilă) (Tip: Așezare rurală)                  | sat Călușeri, comuna Ernei                    | Fântâna Sf. Petru     |                                                    |                               | 46°36′00″N 24°44′00″E / 46.6°N 24.73333°E       | Încărcați imagine | Raportați eroare |
| 115968.01.01 (Cod LMI: MS-I-s-B-15359)     | Situl arheologic de la Ceuașu de Câmpie - "Dealul Mare" / ansamblu anonim (Categorie: locuire civilă) (Tip: Așezare)                                | sat Ceuașu de Câmpie, comuna Ceuașu de Câmpie | Dealul Mare           | geto-dacică                                        |                               | 46°39′00″N 24°31′00″E / 46.65°N 24.51667°E      | Încărcați imagine | Raportați eroare |
| 115968.01.02 (Cod LMI: MS-I-s-B-15359)     | Situl arheologic de la Ceuașu de Câmpie - "Dealul Mare" / ansamblu anonim (Categorie: locuire civilă) (Tip: neprecizat)                             | sat Ceuașu de Câmpie, comuna Ceuașu de Câmpie | Dealul Mare           | romană                                             |                               | 46°39′00″N 24°31′00″E / 46.65°N 24.51667°E      | Încărcați imagine | Raportați eroare |
| 115968.01.03 (Cod LMI: MS-I-s-B-15359)     | Situl arheologic de la Ceuașu de Câmpie - "Dealul Mare" / ansamblu anonim (Categorie: locuire civilă) (Tip: Locuire)                                | sat Ceuașu de Câmpie, comuna Ceuașu de Câmpie | Dealul Mare           |                                                    |                               | 46°39′00″N 24°31′00″E / 46.65°N 24.51667°E      | Încărcați imagine | Raportați eroare |
| 116055.01.01 (Cod LMI: MS-I-m-B-15360.04)  | Situl arheologic de la Chețani / ansamblu anonim (Categorie: locuire civilă) (Tip: Așezare)                                                         | sat Chețani, comuna Chețani                   |                       |                                                    |                               | 46°28′00″N 24°01′00″E / 46.46667°N 24.01667°E   | Încărcați imagine | Raportați eroare |
| 116055.01.02 (Cod LMI: MS-I-m-B-15360.03)  | Situl arheologic de la Chețani / ansamblu anonim (Categorie: locuire civilă) (Tip: Așezare)                                                         | sat Chețani, comuna Chețani                   |                       | Wietenberg                                         |                               | 46°28′00″N 24°01′00″E / 46.46667°N 24.01667°E   | Încărcați imagine | Raportați eroare |
| 116055.01.03 (Cod LMI: MS-I-m-B-15360.02)  | Situl arheologic de la Chețani / ansamblu anonim (Categorie: locuire civilă) (Tip: Așezare rurală)                                                  | sat Chețani, comuna Chețani                   |                       |                                                    |                               | 46°28′00″N 24°01′00″E / 46.46667°N 24.01667°E   | Încărcați imagine | Raportați eroare |
| 116055.01.04 (Cod LMI: MS-I-m-B-15360.01)  | Situl arheologic de la Chețani / ansamblu anonim (Categorie: locuire civilă) (Tip: Așezare)                                                         | sat Chețani, comuna Chețani                   |                       | sec. VIII - IX                                     |                               | 46°28′00″N 24°01′00″E / 46.46667°N 24.01667°E   | Încărcați imagine | Raportați eroare |
| 116055.01.05 (Cod LMI: MS-I-s-B-15360)     | Situl arheologic de la Chețani / ansamblu anonim (Categorie: locuire civilă) (Tip: Locuire)                                                         | sat Chețani, comuna Chețani                   |                       |                                                    |                               | 46°28′00″N 24°01′00″E / 46.46667°N 24.01667°E   | Încărcați imagine | Raportați eroare |
| 117088.01.01 (Cod LMI: MS-I-s-B-15361)     | Fortificația de la Chibed - "Csombod" / ansamblu anonim (Categorie: fortificație) (Tip: Fortificație de pământ)                                     | sat Chibed, comuna Chibed                     | Csombod               |                                                    |                               | 46°33′00″N 24°58′00″E / 46.55°N 24.96667°E      | Încărcați imagine | Raportați eroare |
| 114480.01.01 (Cod LMI: MS-I-s-B-15362)     | Fortificația medievală de la Chinari / ansamblu anonim (Categorie: fortificație) (Tip: Fortificație de pământ)                                      | sat Chinari, comuna Sântana de Mureș          |                       | sec. IX - XIII d.Hr.                               |                               | 46°38′00″N 24°33′00″E / 46.63334°N 24.55°E      | Încărcați imagine | Raportați eroare |
| 117845.01.01 (Cod LMI: MS-I-s-B-15363)     | Necropola hallstattiană de la Cipău - "Gară" / ansamblu anonim (Categorie: descoperire funerară) (Tip: Necropolă tumulară)                          | sat Cipău, oraș Iernut                        | Gară                  |                                                    |                               | 46°26′13″N 24°13′46″E / 46.43694°N 24.22944°E   | Încărcați imagine | Raportați eroare |
| 117845.01.02 (Cod LMI: MS-I-s-B-15363)     | Necropola hallstattiană de la Cipău - "Gară" / ansamblu anonim (Categorie: descoperire funerară) (Tip: Așezare)                                     | sat Cipău, oraș Iernut                        | Gară                  | ceramicii liniare                                  |                               | 46°26′13″N 24°13′46″E / 46.43694°N 24.22944°E   | Încărcați imagine | Raportați eroare |
| 117845.01.03 (Cod LMI: MS-I-s-B-15363)     | Necropola hallstattiană de la Cipău - "Gară" / ansamblu anonim (Categorie: descoperire funerară) (Tip: Așezare)                                     | sat Cipău, oraș Iernut                        | Gară                  |                                                    |                               | 46°26′13″N 24°13′46″E / 46.43694°N 24.22944°E   | Încărcați imagine | Raportați eroare |
| 117845.01.04 (Cod LMI: MS-I-s-B-15363)     | Necropola hallstattiană de la Cipău - "Gară" / ansamblu anonim (Categorie: descoperire funerară) (Tip: Așezare)                                     | sat Cipău, oraș Iernut                        | Gară                  | Coțofeni                                           |                               | 46°26′13″N 24°13′46″E / 46.43694°N 24.22944°E   | Încărcați imagine | Raportați eroare |
| 117845.02.01 (Cod LMI: MS-I-s-A-15364)     | Situl arheologic de la Cipău - "ICIA" / ansamblu anonim (Categorie: locuire) (Tip: Așezare)                                                         | sat Cipău, oraș Iernut                        | ICIA                  | Starčevo - Criș                                    |                               | 46°26′00″N 24°13′00″E / 46.43333°N 24.21667°E   | Încărcați imagine | Raportați eroare |
| 117845.02.03 (Cod LMI: MS-I-m-A-15364.04)  | Situl arheologic de la Cipău - "ICIA" / ansamblu anonim (Categorie: locuire) (Tip: Așezare)                                                         | sat Cipău, oraș Iernut                        | ICIA                  | Coțofeni                                           |                               | 46°26′00″N 24°13′00″E / 46.43333°N 24.21667°E   | Încărcați imagine | Raportați eroare |
| 117845.02.04 (Cod LMI: MS-I-s-A-15364)     | Situl arheologic de la Cipău - "ICIA" / ansamblu anonim (Categorie: locuire) (Tip: Așezare)                                                         | sat Cipău, oraș Iernut                        | ICIA                  |                                                    |                               | 46°26′00″N 24°13′00″E / 46.43333°N 24.21667°E   | Încărcați imagine | Raportați eroare |
| 117845.02.05 (Cod LMI: MS-I-m-A-15364.01)  | Situl arheologic de la Cipău - "ICIA" / ansamblu anonim (Categorie: locuire) (Tip: Necropolă de inhumație)                                          | sat Cipău, oraș Iernut                        | ICIA                  | sec. VI - V î.Hr.                                  |                               | 46°26′00″N 24°13′00″E / 46.43333°N 24.21667°E   | Încărcați imagine | Raportați eroare |
| 117845.02.02 (Cod LMI: MS-I-s-A-15364)     | Situl arheologic de la Cipău - "ICIA" / ansamblu anonim (Categorie: locuire) (Tip: Așezare)                                                         | sat Cipău, oraș Iernut                        | ICIA                  | ceramicii liniare                                  |                               | 46°26′00″N 24°13′00″E / 46.43333°N 24.21667°E   | Încărcați imagine | Raportați eroare |
| 117845.03.01 (Cod LMI: MS-I-m-A-15365.01)  | Situl arheologic de la Cipău - "Gârle" / ansamblu anonim (Categorie: locuire) (Tip: Așezare)                                                        | sat Cipău, oraș Iernut                        | Gârle                 | dacilor liberi sec. VI                             |                               | 46°28′00″N 24°14′00″E / 46.46667°N 24.23333°E   | Încărcați imagine | Raportați eroare |
| 117845.03.02 (Cod LMI: MS-I-m-A-15365.02)  | Situl arheologic de la Cipău - "Gârle" / ansamblu anonim (Categorie: locuire) (Tip: Necropolă)                                                      | sat Cipău, oraș Iernut                        | Gârle                 | dacilor liberi sec. VI                             |                               | 46°28′00″N 24°14′00″E / 46.46667°N 24.23333°E   | Încărcați imagine | Raportați eroare |
| 117845.03.03 (Cod LMI: MS-I-s-A-15365)     | Situl arheologic de la Cipău - "Gârle" / ansamblu anonim (Categorie: locuire) (Tip: Așezare)                                                        | sat Cipău, oraș Iernut                        | Gârle                 | ceramicii liniare                                  |                               | 46°28′00″N 24°14′00″E / 46.46667°N 24.23333°E   | Încărcați imagine | Raportați eroare |
| 117845.03.04 (Cod LMI: MS-I-s-A-15365)     | Situl arheologic de la Cipău - "Gârle" / ansamblu anonim (Categorie: locuire) (Tip: Așezare)                                                        | sat Cipău, oraș Iernut                        | Gârle                 | Starčevo - Criș                                    |                               | 46°28′00″N 24°14′00″E / 46.46667°N 24.23333°E   | Încărcați imagine | Raportați eroare |
| 117845.03.05 (Cod LMI: MS-I-s-A-15365)     | Situl arheologic de la Cipău - "Gârle" / ansamblu anonim (Categorie: locuire) (Tip: Așezare)                                                        | sat Cipău, oraș Iernut                        | Gârle                 |                                                    |                               | 46°28′00″N 24°14′00″E / 46.46667°N 24.23333°E   | Încărcați imagine | Raportați eroare |
| 116625.01.01 (Cod LMI: MS-I-s-B-15356)     | Valul din epoca romană de la "Câmpul Cetății" / ansamblu anonim (Categorie: fortificație) (Tip: Val)                                                | sat Câmpu Cetății, comuna Eremitu             |                       |                                                    |                               | 46°41′00″N 24°02′00″E / 46.68333°N 24.03333°E   | Încărcați imagine | Raportați eroare |
| 116625.02.01 (Cod LMI: MS-I-s-B-15357)     | Așezarea Latene de la Câmpu Cetății - "Aruncătoarea" / ansamblu anonim (Categorie: locuire civilă) (Tip: Așezare)                                   | sat Câmpu Cetății, comuna Eremitu             | Aruncătoarea          | geto-dacică sec. I a.Chr. - I d.Chr.               |                               | 46°41′06″N 24°02′21″E / 46.685°N 24.03917°E     | Încărcați imagine | Raportați eroare |
| 116625.03.01 (Cod LMI: MS-I-s-B-15358)     | Așezarea Latene de la Câmpu Cetății - "Cetate" / ansamblu anonim (Categorie: locuire civilă) (Tip: Așezare)                                         | sat Câmpu Cetății, comuna Eremitu             | Cetate (Vár)          | geto-dacică sec. I a.Chr. - I d.Chr.               |                               | 46°41′03″N 24°02′19″E / 46.68417°N 24.03861°E   | Încărcați imagine | Raportați eroare |
| 116322.01.01 (Cod LMI: MS-I-s-B-15366)     | Așezarea Sântana de Mureș - "Dâlma lui Bene" / ansamblu anonim (Categorie: locuire civilă) (Tip: Așezare)                                           | sat Cornești, comuna Crăciunești              | Dâlma lui Bene        | Sântana de Mureș - Cerneahov sec. III - IV         |                               | 46°29′00″N 24°35′00″E / 46.48333°N 24.58333°E   | Încărcați imagine | Raportați eroare |
| 117952.01.01 (Cod LMI: MS-I-s-B-15367)     | Așezarea Latene de la Corunca / ansamblu anonim (Categorie: locuire civilă) (Tip: Așezare)                                                          | sat Corunca, comuna Corunca                   |                       | geto-dacică sec. I î.Hr. - I d.Hr.                 |                               | 46°32′00″N 24°38′00″E / 46.53333°N 24.63333°E   | Încărcați imagine | Raportați eroare |
| 114364.01.01 (Cod LMI: MS-I-s-B-15369)     | Necropola scitică de la Cristești - "Cariera de nisip" / ansamblu Necropolă scitică (Categorie: descoperire funerară) (Tip: Necropolă de inhumație) | sat Cristești, comuna Cristești               | Cariera de nisip      | scitică sec. V a.Chr.                              |                               | 46°31′00″N 24°29′42″E / 46.51667°N 24.495°E     | Încărcați imagine | Raportați eroare |
| 116402.01 (Cod LMI: MS-I-s-B-15370)        | Așezarea Latene de la Cucerdea (Categorie: locuire civilă) (Tip: așezare)                                                                           | sat Cucerdea, comuna Cucerdea                 |                       | sec. I a.Chr. - I d.Chr.                           |                               | 46°27′N 24°15′E / 46.45°N 24.25°E               | Încărcați imagine | Raportați eroare |
| 116402.01.01 (Cod LMI: MS-I-s-B-15370)     | Așezarea Latene de la Cucerdea / ansamblu anonim (Categorie: locuire civilă) (Tip: Așezare)                                                         | sat Cucerdea, comuna Cucerdea                 |                       | geto-dacică sec. I a.Chr. - I d.Chr.               |                               | 46°27′N 24°15′E / 46.45°N 24.25°E               | Încărcați imagine | Raportați eroare |
| 116448.01.01 (Cod LMI: MS-I-s-B-15371)     | Situl arheologic de la Cuci - "Dealul Orosiei" / ansamblu anonim (Categorie: locuire civilă) (Tip: Așezare)                                         | sat Cuci, comuna Cuci                         | Dealul Orosiei        |                                                    |                               | 46°28′00″N 24°10′00″E / 46.46667°N 24.16667°E   | Încărcați imagine | Raportați eroare |
| 116448.01.03 (Cod LMI: MS-I-s-B-15371)     | Situl arheologic de la Cuci - "Dealul Orosiei" / ansamblu anonim (Categorie: locuire civilă) (Tip: Așezare)                                         | sat Cuci, comuna Cuci                         | Dealul Orosiei        |                                                    |                               | 46°28′00″N 24°10′00″E / 46.46667°N 24.16667°E   | Încărcați imagine | Raportați eroare |
| 116448.01.04 (Cod LMI: MS-I-s-B-15371)     | Situl arheologic de la Cuci - "Dealul Orosiei" / ansamblu anonim (Categorie: locuire civilă) (Tip: Așezare)                                         | sat Cuci, comuna Cuci                         | Dealul Orosiei        | sec. VIII - IX                                     |                               | 46°28′00″N 24°10′00″E / 46.46667°N 24.16667°E   | Încărcați imagine | Raportați eroare |
| 116448.01.05 (Cod LMI: MS-I-s-B-15371)     | Situl arheologic de la Cuci - "Dealul Orosiei" / ansamblu anonim (Categorie: locuire civilă) (Tip: Necropolă de incinerație)                        | sat Cuci, comuna Cuci                         | Dealul Orosiei        | sec. III                                           |                               | 46°28′00″N 24°10′00″E / 46.46667°N 24.16667°E   | Încărcați imagine | Raportați eroare |
| 116448.01.06 (Cod LMI: MS-I-s-B-15371)     | Situl arheologic de la Cuci - "Dealul Orosiei" / ansamblu anonim (Categorie: locuire civilă) (Tip: Așezare)                                         | sat Cuci, comuna Cuci                         | Dealul Orosiei        | sec. XI - XII                                      |                               | 46°28′00″N 24°10′00″E / 46.46667°N 24.16667°E   | Încărcați imagine | Raportați eroare |
| 116448.01.02 (Cod LMI: MS-I-s-B-15371)     | Situl arheologic de la Cuci - "Dealul Orosiei" / ansamblu anonim (Categorie: locuire civilă) (Tip: necropola de inhumație)                          | sat Cuci, comuna Cuci                         | Dealul Orosiei        | Decea Mureșului                                    |                               | 46°28′00″N 24°10′00″E / 46.46667°N 24.16667°E   | Încărcați imagine | Raportați eroare |
| 116448.02.01 (Cod LMI: MS-I-m-B-15372.01)  | Situl arheologic de la Cuci - "Dâmbul Păros" / ansamblu anonim (Categorie: locuire) (Tip: Așezare)                                                  | sat Cuci, comuna Cuci                         | Dâmbul Păros          |                                                    |                               | 46°28′00″N 24°10′11″E / 46.46667°N 24.16972°E   | Încărcați imagine | Raportați eroare |
| 116448.02.02 (Cod LMI: MS-I-m-B-15372.02)  | Situl arheologic de la Cuci - "Dâmbul Păros" / ansamblu anonim (Categorie: locuire) (Tip: Necropolă)                                                | sat Cuci, comuna Cuci                         | Dâmbul Păros          |                                                    |                               | 46°28′00″N 24°10′11″E / 46.46667°N 24.16972°E   | Încărcați imagine | Raportați eroare |
| 116448.03.01 (Cod LMI: MS-I-s-B-15373)     | Situl arheologic de la Cuci - "Berc" / ansamblu anonim (Categorie: locuire civilă) (Tip: Așezare)                                                   | sat Cuci, comuna Cuci                         | Berc                  | geto-dacică sec. I a.Chr. - I p.Chr.               |                               | 46°29′00″N 24°10′00″E / 46.48333°N 24.16667°E   | Încărcați imagine | Raportați eroare |
| 116448.03.02 (Cod LMI: MS-I-s-B-15373)     | Situl arheologic de la Cuci - "Berc" / ansamblu anonim (Categorie: locuire civilă) (Tip: Așezare)                                                   | sat Cuci, comuna Cuci                         | Berc                  | Tiszapolgár                                        |                               | 46°29′00″N 24°10′00″E / 46.48333°N 24.16667°E   | Încărcați imagine | Raportați eroare |
| 116448.03.03 (Cod LMI: MS-I-s-B-15373)     | Situl arheologic de la Cuci - "Berc" / ansamblu anonim (Categorie: locuire civilă) (Tip: Așezare)                                                   | sat Cuci, comuna Cuci                         | Berc                  | sec. V - III a.Chr.                                |                               | 46°29′00″N 24°10′00″E / 46.48333°N 24.16667°E   | Încărcați imagine | Raportați eroare |
| 115101.01.01                               | Așezarea din epoca bronzului de la Cornești - "Podeiul Mic" / ansamblu anonim (Categorie: locuire civilă) (Tip: Așezare)                            | sat Cornești, comuna Adămuș                   | Podeiul Mic           | Sighișoara - Wietenberg                            |                               |                                                 | Încărcați imagine | Raportați eroare |
| 115101.01.02                               | Așezarea din epoca bronzului de la Cornești - "Podeiul Mic" / ansamblu anonim (Categorie: locuire civilă) (Tip: Așezare)                            | sat Cornești, comuna Adămuș                   | Podeiul Mic           | Noua                                               |                               |                                                 | Încărcați imagine | Raportați eroare |
| 115101.02                                  | Depozitul de bronzuri de la Cornești - "După Grădini" / ansamblu anonim (Categorie: depozit/tezaur)                                                 | sat Cornești, comuna Adămuș                   | După Grădini          |                                                    |                               |                                                 | Încărcați imagine | Raportați eroare |
| 115101.02.01                               | Depozitul de bronzuri de la Cornești - "După Grădini" / ansamblu anonim (Categorie: depozit/tezaur) (Tip: depozit de bronzuri)                      | sat Cornești, comuna Adămuș                   | După Grădini          |                                                    |                               |                                                 | Încărcați imagine | Raportați eroare |
| 115101.03.01                               | Așezarea rurală romană de la Cornești - "Pe Șes" / ansamblu anonim (Categorie: locuire civilă) (Tip: Așezare rurală)                                | sat Cornești, comuna Adămuș                   | Pe Șes                |                                                    |                               |                                                 | Încărcați imagine | Raportați eroare |
| 115263.01.01                               | Situl arheologic de la Cecălaca - "La Tău" / ansamblu anonim (Categorie: locuire civilă) (Tip: Așezare)                                             | sat Cecălaca, comuna Ațintiș                  | La Tău                | Coțofeni                                           |                               | 46°15′00″N 24°04′00″E / 46.25°N 24.06667°E      | Încărcați imagine | Raportați eroare |
| 115263.01.02                               | Situl arheologic de la Cecălaca - "La Tău" / ansamblu anonim (Categorie: locuire civilă) (Tip: Așezare civilă)                                      | sat Cecălaca, comuna Ațintiș                  | La Tău                | sec. I - III                                       |                               | 46°15′00″N 24°04′00″E / 46.25°N 24.06667°E      | Încărcați imagine | Raportați eroare |
| 115263.01.03                               | Situl arheologic de la Cecălaca - "La Tău" / ansamblu anonim (Categorie: locuire civilă) (Tip: Mormânt)                                             | sat Cecălaca, comuna Ațintiș                  | La Tău                | dacică                                             |                               | 46°15′00″N 24°04′00″E / 46.25°N 24.06667°E      | Încărcați imagine | Raportați eroare |
| 115263.01.04                               | Situl arheologic de la Cecălaca - "La Tău" / ansamblu anonim (Categorie: locuire civilă) (Tip: Așezare)                                             | sat Cecălaca, comuna Ațintiș                  | La Tău                | sec. XIII -XVIII                                   |                               | 46°15′00″N 24°04′00″E / 46.25°N 24.06667°E      | Încărcați imagine | Raportați eroare |
| 115263.02.01                               | Mormintele tumulare de la Cecălaca / ansamblu anonim (Categorie: descoperire funerară) (Tip: Morminte)                                              | sat Cecălaca, comuna Ațintiș                  |                       | dacică                                             |                               |                                                 | Încărcați imagine | Raportați eroare |
| 115334.01                                  | Pumnalul de bronz de la Cund - "Pârâul izvorului rece" (Categorie: descoperire izolată) (Tip: obiect izolat)                                        | sat Cund, comuna Bahnea                       | Pârâul izvorului rece |                                                    |                               |                                                 | Încărcați imagine | Raportați eroare |
| 115334.02                                  | Descoperirile preistorice de la Cund - "Hunenrain" (Categorie: neprecizată) (Tip: neprecizat)                                                       | sat Cund, comuna Bahnea                       | Hunenrain             |                                                    |                               |                                                 | Încărcați imagine | Raportați eroare |
| 116616.02.01                               | Așezarea neolitică de la Călugăreni / ansamblu anonim (Categorie: locuire civilă) (Tip: Așezare)                                                    | sat Călugăreni, comuna Eremitu                |                       |                                                    |                               |                                                 | Încărcați imagine | Raportați eroare |
| 119929.01.01                               | Locuiri neo-eneolitice la Cerghizel / ansamblu anonim (Categorie: locuire civilă) (Tip: Așezare)                                                    | localitate componentă Cerghizel, oraș Ungheni |                       |                                                    |                               |                                                 | Încărcați imagine | Raportați eroare |
| 117088.02                                  | Unelte neolitice la Chibed - "Alsoolyves" (Categorie: descoperire izolată) (Tip: obiect izolat)                                                     | sat Chibed, comuna Chibed                     | Alsoolyves            |                                                    |                               |                                                 | Încărcați imagine | Raportați eroare |
| 115664.01.01                               | Situl arheologic de la Chendu / ansamblu anonim (Categorie: locuire civilă) (Tip: Așezare)                                                          | sat Chendu, comuna Bălăușeri                  |                       | Sighișoara - Wietenberg                            |                               |                                                 | Încărcați imagine | Raportați eroare |
| 115664.01.03                               | Situl arheologic de la Chendu / ansamblu anonim (Categorie: locuire civilă) (Tip: Așezare)                                                          | sat Chendu, comuna Bălăușeri                  |                       | Noua                                               |                               |                                                 | Încărcați imagine | Raportați eroare |
| 115664.01.02                               | Situl arheologic de la Chendu / ansamblu anonim (Categorie: locuire civilă) (Tip: Așezare)                                                          | sat Chendu, comuna Bălăușeri                  |                       |                                                    |                               |                                                 | Încărcați imagine | Raportați eroare |
| 115664.01.04                               | Situl arheologic de la Chendu / ansamblu anonim (Categorie: locuire civilă) (Tip: Așezare)                                                          | sat Chendu, comuna Bălăușeri                  |                       | dacică                                             |                               |                                                 | Încărcați imagine | Raportați eroare |
| 117845.04.01                               | Așezarea Starcevo-Criș de la Cipău - "Dâlma" / ansamblu anonim (Categorie: locuire civilă) (Tip: Așezare)                                           | sat Cipău, oraș Iernut                        | Dâlma                 | Starčevo - Criș                                    |                               |                                                 | Încărcați imagine | Raportați eroare |
| 117845.05.01                               | Așezarea neolitică de la Cipău - "Dealul Podeiului" / ansamblu anonim (Categorie: locuire civilă) (Tip: Așezare)                                    | sat Cipău, oraș Iernut                        | Dealul Podeiului      | Starčevo - Criș                                    |                               |                                                 | Încărcați imagine | Raportați eroare |
| 116064.01                                  | Topor eneolitic din cupru la Coasta Grindului (Categorie: descoperire izolată) (Tip: obiect izolat)                                                 | sat Coasta Grindului, comuna Chețani          |                       |                                                    |                               |                                                 | Încărcați imagine | Raportați eroare |
| 114364.03.01                               | Așezarea Turdaș de la Cristești / ansamblu anonim (Categorie: locuire civilă) (Tip: Așezare)                                                        | sat Cristești, comuna Cristești               |                       | Turdaș                                             |                               |                                                 | Încărcați imagine | Raportați eroare |
| 116297.01.01                               | Așezarea Cucuteni de la Crăciunești / ansamblu anonim (Categorie: locuire civilă) (Tip: Așezare)                                                    | sat Crăciunești, comuna Crăciunești           |                       | Cucuteni - Ariușd                                  |                               |                                                 | Încărcați imagine | Raportați eroare |
| 115101.05.01                               | Așezarea preistorică de la Cornești - Lacului / ansamblu anonim (Categorie: locuire civilă) (Tip: Așezare)                                          | sat Cornești, comuna Adămuș                   | Lacului               |                                                    |                               |                                                 | Încărcați imagine | Raportați eroare |
| 114998.01.01                               | Așezarea preistorică de la Corbești - Cetate / ansamblu anonim (Categorie: locuire civilă) (Tip: Așezare)                                           | sat Corbești, comuna Acățari                  | Cetate                |                                                    |                               |                                                 | Încărcați imagine | Raportați eroare |
| 117355.01.01                               | Așezarea eneolitică de la Comori / ansamblu anonim (Categorie: locuire civilă) (Tip: Așezare)                                                       | sat Comori, comuna Gurghiu                    |                       |                                                    |                               |                                                 | Încărcați imagine | Raportați eroare |
| 115995.01.01                               | Așezarea preistorică de la Culpiu - "La Cetate" / ansamblu anonim (Categorie: locuire civilă) (Tip: Așezare)                                        | sat Culpiu, comuna Ceuașu de Câmpie           | La Cetate             |                                                    |                               |                                                 | Încărcați imagine | Raportați eroare |
| 116448.04.01                               | Situl arheologic de la Cuci - "La Grădini" / ansamblu anonim (Categorie: locuire civilă) (Tip: Așezare)                                             | sat Cuci, comuna Cuci                         | La Grădini            | Petrești                                           |                               |                                                 | Încărcați imagine | Raportați eroare |
| 116448.04.02                               | Situl arheologic de la Cuci - "La Grădini" / ansamblu anonim (Categorie: locuire civilă) (Tip: Așezare)                                             | sat Cuci, comuna Cuci                         | La Grădini            |                                                    |                               |                                                 | Încărcați imagine | Raportați eroare |
| 116402.02.01                               | Situl arheologic de la Cucerdea - "Dealul Podeiului" / ansamblu anonim(Podei) (Categorie: locuire civilă) (Tip: Așezare)                            | sat Cucerdea, comuna Cucerdea                 | Dealul Podeiului      |                                                    |                               |                                                 | Încărcați imagine | Raportați eroare |
| 116402.02.02                               | Situl arheologic de la Cucerdea - "Dealul Podeiului" / ansamblu anonim(Podei) (Categorie: locuire civilă) (Tip: Așezare)                            | sat Cucerdea, comuna Cucerdea                 | Dealul Podeiului      | Coțofeni                                           |                               |                                                 | Încărcați imagine | Raportați eroare |
| 116402.02.03                               | Situl arheologic de la Cucerdea - "Dealul Podeiului" / ansamblu anonim(Podei) (Categorie: locuire civilă) (Tip: Așezare)                            | sat Cucerdea, comuna Cucerdea                 | Dealul Podeiului      | dacică                                             |                               |                                                 | Încărcați imagine | Raportați eroare |
| 116402.02.04                               | Situl arheologic de la Cucerdea - "Dealul Podeiului" / ansamblu anonim(Podei) (Categorie: locuire civilă) (Tip: necropola)                          | sat Cucerdea, comuna Cucerdea                 | Dealul Podeiului      | Coțofeni                                           |                               |                                                 | Încărcați imagine | Raportați eroare |
| 116402.03.01                               | Așezarea eneolitică de la Cucerdea - "Valea Cucerzii" / ansamblu anonim (Categorie: locuire civilă) (Tip: Așezare)                                  | sat Cucerdea, comuna Cucerdea                 | Valea Cucerzii        |                                                    |                               |                                                 | Încărcați imagine | Raportați eroare |
| 116518.10                                  | Vas eneolitic de la Criș (Categorie: descoperire izolată) (Tip: obiect izolat)                                                                      | sat Criș, comuna Daneș                        |                       |                                                    |                               |                                                 | Încărcați imagine | Raportați eroare |
| 116956.01                                  | Unelte eneolitice la Cuștelnic (Categorie: descoperire izolată) (Tip: obiect izolat)                                                                | sat Cuștelnic, municipiul Târnăveni           |                       |                                                    |                               |                                                 | Încărcați imagine | Raportați eroare |
| 115664.02.02                               | Situl arheologic de la Chendu - "Podei" / ansamblu anonim (Categorie: locuire) (Tip: Necropolă)                                                     | sat Chendu, comuna Bălăușeri                  | Podei                 | sec. VII - VI a. Chr                               | 1961                          |                                                 | Încărcați imagine | Raportați eroare |
| 115664.02.02                               | Situl arheologic de la Chendu - "Podei" / complex anonim (Categorie: locuire) (Tip: mormânt de incinerație)                                         | sat Chendu, comuna Bălăușeri                  | Podei                 | sec. VII-VI a.Chr.                                 | 1961                          |                                                 | Încărcați imagine | Raportați eroare |
| 115664.02.01                               | Situl arheologic de la Chendu - "Podei" / ansamblu anonim (Categorie: locuire) (Tip: Așezare)                                                       | sat Chendu, comuna Bălăușeri                  | Podei                 | Noua                                               | 1961                          |                                                 | Încărcați imagine | Raportați eroare |
| 115968.02.01                               | Așezarea dacică de la Ceuașu de Câmpie - "Dâmbul Rotund" / ansamblu anonim (Categorie: locuire civilă) (Tip: Așezare)                               | sat Ceuașu de Câmpie, comuna Ceuașu de Câmpie | Dâmbul Rotund         | dacică                                             |                               |                                                 | Încărcați imagine | Raportați eroare |
| 115995.02.01                               | Locuirea de la Culpiu - "Fuzeș" / ansamblu anonim (Categorie: locuire) (Tip: Locuire)                                                               | sat Culpiu, comuna Ceuașu de Câmpie           | Fuzeș                 |                                                    |                               |                                                 | Încărcați imagine | Raportați eroare |
| 115995.03.01                               | Așezarea hallstattiană de la Culpiu - "Măzăriște" / ansamblu anonim (Categorie: locuire civilă) (Tip: Așezare)                                      | sat Culpiu, comuna Ceuașu de Câmpie           | Măzăriște             |                                                    |                               |                                                 | Încărcați imagine | Raportați eroare |
| 115995.04.01                               | Șanțurile din epoca feudală de la Culpiu - "Bocsok" / ansamblu anonim (Categorie: fortificație) (Tip: Șanț de apărare)                              | sat Culpiu, comuna Ceuașu de Câmpie           | Bocsok                |                                                    |                               |                                                 | Încărcați imagine | Raportați eroare |
| 116055.02.01                               | Un mormânt de epoca bronzului de la Chețani / ansamblu anonim (Categorie: descoperire funerară) (Tip: Mormânt)                                      | sat Chețani, comuna Chețani                   |                       |                                                    |                               |                                                 | Încărcați imagine | Raportați eroare |
| 116144.01.01                               | Cetatea medievală de la Chiheru de Sus / ansamblu anonim (Categorie: locuire civilă) (Tip: Cetate)                                                  | sat Chiheru de Sus, comuna Chiheru de Jos     | Cetate                |                                                    |                               |                                                 | Încărcați imagine | Raportați eroare |
| 116144.02.01                               | Așezarea de la Chiheru de Sus - "Cetățuia" / ansamblu anonim (Categorie: locuire civilă) (Tip: Așezare)                                             | sat Chiheru de Sus, comuna Chiheru de Jos     | Cetățuia              |                                                    |                               |                                                 | Încărcați imagine | Raportați eroare |
| 116297.02.01                               | Așezarea dacică de la Crăciunești / ansamblu anonim (Categorie: locuire civilă) (Tip: Așezare)                                                      | sat Crăciunești, comuna Crăciunești           |                       | dacică                                             |                               |                                                 | Încărcați imagine | Raportați eroare |
| 116297.03.01                               | Morminte cu urne de la Crăciunești - "Pârâul Mare" / ansamblu anonim (Categorie: descoperire funerară) (Tip: Necropolă)                             | sat Crăciunești, comuna Crăciunești           | Pârâul Mare           |                                                    |                               |                                                 | Încărcați imagine | Raportați eroare |
| 116297.04.01                               | Așezarea preistorică de la Crăciunești - "Urcușul" / ansamblu anonim (Categorie: locuire civilă) (Tip: Așezare)                                     | sat Crăciunești, comuna Crăciunești           | Urcușul               |                                                    |                               |                                                 | Încărcați imagine | Raportați eroare |
| 116616.03.01                               | Depozitul de bronzuri de la Călugăreni - "Arnic" / ansamblu anonim (Categorie: depozit/tezaur) (Tip: depozit de bronzuri)                           | sat Călugăreni, comuna Eremitu                | Arnic                 |                                                    |                               |                                                 | Încărcați imagine | Raportați eroare |
| 114364.04.01                               | Situl arheologic de la Cristești - "Lutărie" / ansamblu anonim (Categorie: locuire) (Tip: Așezare)                                                  | sat Cristești, comuna Cristești               | Lutărie               | Coțofeni                                           |                               |                                                 | Încărcați imagine | Raportați eroare |
| 114364.04.02                               | Situl arheologic de la Cristești - "Lutărie" / ansamblu anonim (Categorie: locuire) (Tip: Necropolă)                                                | sat Cristești, comuna Cristești               | Lutărie               | scitică a doua jum. a sec. VI - înc. sec. V a.Chr. |                               |                                                 | Încărcați imagine | Raportați eroare |
| 114364.04.03                               | Situl arheologic de la Cristești - "Lutărie" / ansamblu anonim (Categorie: locuire) (Tip: Mormânt)                                                  | sat Cristești, comuna Cristești               | Lutărie               | romană                                             |                               |                                                 | Încărcați imagine | Raportați eroare |
| 114364.04.04                               | Situl arheologic de la Cristești - "Lutărie" / ansamblu anonim (Categorie: locuire) (Tip: Așezare)                                                  | sat Cristești, comuna Cristești               | Lutărie               |                                                    |                               |                                                 | Încărcați imagine | Raportați eroare |
| 114364.05.01                               | Așezarea romană de la Cristești - "Cetatea de pământ" / ansamblu anonim (Categorie: locuire civilă) (Tip: Așezare)                                  | sat Cristești, comuna Cristești               | Cetatea de pământ     | romană                                             |                               |                                                 | Încărcați imagine | Raportați eroare |
| 116448.05.01                               | Așezarea dacică de la Cuci - "Castel" / ansamblu anonim (Categorie: locuire civilă) (Tip: Așezare)                                                  | sat Cuci, comuna Cuci                         | Castel                | dacică                                             |                               |                                                 | Încărcați imagine | Raportați eroare |
| 116448.06.01                               | Situl arheologic de la Cuci - "Grădina lui Miki" / ansamblu anonim (Categorie: locuire civilă) (Tip: Așezare)                                       | sat Cuci, comuna Cuci                         | Grădina lui Miki      |                                                    |                               |                                                 | Încărcați imagine | Raportați eroare |
| 116448.06.02                               | Situl arheologic de la Cuci - "Grădina lui Miki" / ansamblu anonim (Categorie: locuire civilă) (Tip: Așezare)                                       | sat Cuci, comuna Cuci                         | Grădina lui Miki      | sec. II - III p.Chr.                               |                               |                                                 | Încărcați imagine | Raportați eroare |
| 116448.06.03                               | Situl arheologic de la Cuci - "Grădina lui Miki" / ansamblu anonim (Categorie: locuire civilă) (Tip: Așezare)                                       | sat Cuci, comuna Cuci                         | Grădina lui Miki      |                                                    |                               |                                                 | Încărcați imagine | Raportați eroare |
| 116448.07.02                               | Așezarea și necropola de incinerație de la Cuci - "Grădina fostei C.A.P." / ansamblu anonim (Categorie: locuire) (Tip: Așezare)                     | sat Cuci, comuna Cuci                         | Grădina fostei C.A.P. | daco-romană sec. III - IV d.Hr.                    |                               |                                                 | Încărcați imagine | Raportați eroare |
| 116448.07.01                               | Așezarea și necropola de incinerație de la Cuci - "Grădina fostei C.A.P." / ansamblu anonim (Categorie: locuire) (Tip: Necropolă)                   | sat Cuci, comuna Cuci                         | Grădina fostei C.A.P. | daco-romană sec.III d.Hr.                          |                               |                                                 | Încărcați imagine | Raportați eroare |
| 116448.08.01                               | Drumul roman de la Cuci - "Urcuș" / ansamblu anonim (Categorie: construcție) (Tip: Drum)                                                            | sat Cuci, comuna Cuci                         | Urcuș                 |                                                    |                               |                                                 | Încărcați imagine | Raportați eroare |
| 116518.03.01                               | Descoperire aparținând epocii bronzului - "Satul Castelului" / ansamblu anonim (Categorie: descoperiri izolate de artefacte) (Tip: Locuire)         | sat Criș, comuna Daneș                        | Satul Castelului      |                                                    |                               |                                                 | Încărcați imagine | Raportați eroare |
| 116518.04.01                               | Descoperire aparținând epocii bronzului de la Criș - "Urziceni" / ansamblu anonim (Categorie: descoperiri izolate de artefacte) (Tip: Locuire)      | sat Criș, comuna Daneș                        | Urziceni              |                                                    |                               |                                                 | Încărcați imagine | Raportați eroare |
| 116518.05.01                               | Situl arheologic de la Criș - "Valea Ciorănelului" / ansamblu anonim (Categorie: locuire civilă) (Tip: Așezare)                                     | sat Criș, comuna Daneș                        | Valea Ciorănelului    | Sighișoara - Wietenberg                            |                               |                                                 | Încărcați imagine | Raportați eroare |
| 116518.05.02                               | Situl arheologic de la Criș - "Valea Ciorănelului" / ansamblu anonim (Categorie: locuire civilă) (Tip: Așezare)                                     | sat Criș, comuna Daneș                        | Valea Ciorănelului    |                                                    |                               |                                                 | Încărcați imagine | Raportați eroare |
| 116518.05.03                               | Situl arheologic de la Criș - "Valea Ciorănelului" / ansamblu anonim (Categorie: locuire civilă) (Tip: Așezare)                                     | sat Criș, comuna Daneș                        | Valea Ciorănelului    | romană sec. III - IV d.Hr.                         |                               |                                                 | Încărcați imagine | Raportați eroare |
| 116518.05.04                               | Situl arheologic de la Criș - "Valea Ciorănelului" / ansamblu anonim (Categorie: locuire civilă) (Tip: Așezare)                                     | sat Criș, comuna Daneș                        | Valea Ciorănelului    | sec. XI - XII d.Hr.                                |                               |                                                 | Încărcați imagine | Raportați eroare |
| 116518.06.01                               | Așezarea din epoca migrațiilor de la Criș - "Fântâna de piatră" / ansamblu anonim (Categorie: locuire civilă) (Tip: Așezare)                        | sat Criș, comuna Daneș                        | Fântâna de piatră     | sec. VII - X d.Hr.                                 |                               |                                                 | Încărcați imagine | Raportați eroare |
| 116518.07.01                               | Așezarea medievală de la Criș - "Podul Bisericii" / ansamblu anonim (Categorie: locuire civilă) (Tip: Așezare)                                      | sat Criș, comuna Daneș                        | Podul Bisericii       | sec. XI - XII d.Hr.                                |                               |                                                 | Încărcați imagine | Raportați eroare |
| 116518.07.02                               | Așezarea medievală de la Criș - "Podul Bisericii" / ansamblu anonim (Categorie: locuire civilă) (Tip: Necropolă)                                    | sat Criș, comuna Daneș                        | Podul Bisericii       |                                                    |                               |                                                 | Încărcați imagine | Raportați eroare |
| 116518.08.01                               | Situl arheologic de la Criș - "Unghiul lui Schmiedt" / ansamblu anonim (Categorie: locuire civilă) (Tip: Așezare)                                   | sat Criș, comuna Daneș                        | Unghiul lui Schmiedt  | daco-romană sec. III - IV d.Hr.                    |                               |                                                 | Încărcați imagine | Raportați eroare |
| 116518.08.02                               | Situl arheologic de la Criș - "Unghiul lui Schmiedt" / ansamblu anonim (Categorie: locuire civilă) (Tip: Așezare)                                   | sat Criș, comuna Daneș                        | Unghiul lui Schmiedt  | sec. VII - VIII d.Hr.                              |                               |                                                 | Încărcați imagine | Raportați eroare |
| 116518.08.03                               | Situl arheologic de la Criș - "Unghiul lui Schmiedt" / ansamblu anonim (Categorie: locuire civilă) (Tip: Locuire)                                   | sat Criș, comuna Daneș                        | Unghiul lui Schmiedt  | sec. XII d.Hr.                                     |                               |                                                 | Încărcați imagine | Raportați eroare |
| 116616.04.01                               | Termele castrului și așezării civile de la Călugăreni - "Palat" / ansamblu anonim (Categorie: construcție) (Tip: Terme)                             | sat Călugăreni, comuna Eremitu                | Palat                 |                                                    |                               |                                                 | Încărcați imagine | Raportați eroare |
| 116616.05.01                               | Drumul roman de la Călugăreni - "Drumul lui Traian" / ansamblu anonim (Categorie: construcție) (Tip: Drum)                                          | sat Călugăreni, comuna Eremitu                | Drumul lui Traian     |                                                    |                               |                                                 | Încărcați imagine | Raportați eroare |
| 116670.02.01                               | Așezarea feudală de la Călușeri - "Săliște" / ansamblu anonim (Categorie: locuire civilă) (Tip: Așezare)                                            | sat Călușeri, comuna Ernei                    | Săliște               |                                                    |                               |                                                 | Încărcați imagine | Raportați eroare |
| 117685.01.01                               | Depozitul de bronzuri de la Căpușu de Cîmpie / ansamblu anonim (Categorie: depozit/tezaur) (Tip: Depozit)                                           | sat Căpușu de Cîmpie, comuna Iclănzel         |                       | sec. XI î.Hr.                                      |                               |                                                 | Încărcați imagine | Raportați eroare |
| 117845.06.01                               | Situl arheologic de la Cipău - "Școala generală" / ansamblu anonim (Categorie: locuire civilă) (Tip: Așezare)                                       | sat Cipău, oraș Iernut                        | Școala generală       | Coțofeni                                           |                               |                                                 | Încărcați imagine | Raportați eroare |
| 117845.06.02                               | Situl arheologic de la Cipău - "Școala generală" / ansamblu anonim (Categorie: locuire civilă) (Tip: Așezare)                                       | sat Cipău, oraș Iernut                        | Școala generală       | Sighișoara - Wietenberg                            |                               |                                                 | Încărcați imagine | Raportați eroare |
| 117845.07.01                               | Necropola tumulară de la Cipău - "G.A.S." / ansamblu anonim (Categorie: descoperire funerară) (Tip: Tumuli)                                         | sat Cipău, oraș Iernut                        | G.A.S.                | scitică                                            |                               |                                                 | Încărcați imagine | Raportați eroare |
| 117845.08.01                               | Mormântul scitic de la Cipău - "Izolare" / ansamblu anonim (Categorie: descoperire funerară) (Tip: Mormânt)                                         | sat Cipău, oraș Iernut                        | Izolare               | scitică sec. VI î.Hr.                              |                               |                                                 | Încărcați imagine | Raportați eroare |
| 117845.09.01                               | Așezarea rurală daco-romană de la Cipău - "Cipăul Mic" / ansamblu anonim (Categorie: locuire civilă) (Tip: așezare rurală)                          | sat Cipău, oraș Iernut                        | Cipăul Mic            |                                                    |                               |                                                 | Încărcați imagine | Raportați eroare |
| 117845.10.01                               | Drumul roman de la Cipău - "Girlahon" / ansamblu calea lui Traian ("drumul lui Traian") (Categorie: construcție) (Tip: Drum)                        | sat Cipău, oraș Iernut                        | Girlahon              | romană                                             |                               |                                                 | Încărcați imagine | Raportați eroare |
| 117845.11.01                               | Așezarea din epoca migrațiilor de la Cipău - "Ferma zootehnică" / ansamblu anonim (Categorie: locuire civilă) (Tip: Așezare)                        | sat Cipău, oraș Iernut                        | Ferma zootehnică      | sec. V-VI                                          |                               |                                                 | Încărcați imagine | Raportați eroare |
| 117952.02.01 (Cod LMI: MS-II-a-A-15632)    | Castelul medieval de Corunca / ansamblu Castelul Tolddlagy (Categorie: locuire militară) (Tip: Castel)                                              | sat Corunca, comuna Corunca                   |                       |                                                    | Joseph Weixelbraun (arhitect) | 46°31′15″N 24°36′48″E / 46.520965°N 24.613354°E | Încărcați imagine | Raportați eroare |
| 118236.01.01                               | Așezarea aparținând epocii Latene de la Căpâlna de Sus / ansamblu anonim (Categorie: locuire civilă) (Tip: Așezare)                                 | sat Căpâlna de Sus, comuna Mica               |                       | dacică                                             |                               |                                                 | Încărcați imagine | Raportați eroare |
| 115664.03.01 (Cod LMI: MS-II-a-A-15625)    | Castelul de la Chendu / ansamblu anonim (Categorie: construcție) (Tip: Castel)                                                                      | sat Chendu, comuna Bălăușeri                  |                       | înc. sec. XIX                                      |                               | 46°23′42″N 24°42′27″E / 46.394942°N 24.707521°E | Încărcați imagine | Raportați eroare |
| 114480.03.01 (Cod LMI: MS-II-m-A-15628)    | Biserica medievală de la Chinari / ansamblu anonim (Categorie: structură de cult/religioasă) (Tip: Biserică)                                        | sat Chinari, comuna Sântana de Mureș          | str. Principală 140   | sec. XIII - XVI                                    |                               |                                                 | Încărcați imagine | Raportați eroare |
| 116518.09.01 (Cod LMI: MS-II-m-A-15639.01) | Ansamblul de arhitectură de la Criș / ansamblu Castelul Georgius Bethlen (Categorie: construcție) (Tip: Castel)                                     | sat Criș, comuna Daneș                        |                       | sec. XIV - XVII                                    |                               |                                                 | Încărcați imagine | Raportați eroare |
| 116518.09.02 (Cod LMI: MS-II-m-A-15639.02) | Ansamblul de arhitectură de la Criș / ansamblu Castelul Alexius Bethlen (Categorie: construcție) (Tip: Castel)                                      | sat Criș, comuna Daneș                        |                       | sec. XIV - XVII                                    |                               |                                                 | Încărcați imagine | Raportați eroare |
| 116518.09.03 (Cod LMI: MS-II-m-A-15639.03) | Ansamblul de arhitectură de la Criș / ansamblu anonim (Categorie: construcție) (Tip: Incintă fortificată)                                           | sat Criș, comuna Daneș                        |                       | sec. XIV - XVII                                    |                               |                                                 | Încărcați imagine | Raportați eroare |
| 116518.09.04 (Cod LMI: MS-II-m-A-15639.04) | Ansamblul de arhitectură de la Criș / ansamblu anonim (Categorie: construcție) (Tip: Parc)                                                          | sat Criș, comuna Daneș                        |                       | sec. XIV - XVII                                    |                               |                                                 | Încărcați imagine | Raportați eroare |
| 114480.02.01                               | Așezarea hallstattiană de la Chinari - "Mociar" / ansamblu anonim (Categorie: locuire) (Tip: Așezare)                                               | sat Chinari, comuna Sântana de Mureș          | Mociar                |                                                    |                               | 46°36′47″N 24°35′03″E / 46.61306°N 24.58417°E   | Încărcați imagine | Raportați eroare |
| 116518.01.01                               | Castelul Bethlem de la Criș / ansamblu anonim (Categorie: construcție) (Tip: Fundație)                                                              | sat Criș, comuna Daneș                        |                       | sec. XIV-XVIII                                     |                               |                                                 | Încărcați imagine | Raportați eroare |